# Julio Nudler
Julio Nudler (* 16. Dezember 1941; † 27. Juli 2005) war ein argentinischer Wirtschaftsjournalist.
Nudler schrieb zunächst für die Zeitungen La Opinión, Clarín und La Razón, ehe er 1990 Ressortchef für Wirtschaft bei der Tageszeitung Página/12 wurde.
2004 verfasste Nudler einen Artikel, in dem er Korruptionsvorwürfe gegen Alberto Fernández, den damaligen Kabinettsleiter des Präsidenten Néstor Kirchner (und argentinischen Präsidenten seit 2019) vorbrachte. Das Direktorium von Página/12 verweigerte jedoch die Veröffentlichung dieses Artikels. Nudler verurteilte dieses Vorgehen als Zensur und unterstellte auch seinem Kollegen Horacio Verbitsky, der versuchte den Artikel von Nudler in einer zensierten Version zu entkräftigen, die Regierung in Schutz nehmen zu wollen.